# Du Qiuniang
Du Qiuniang fue una poetisa china de la dinastía Tang. Es la única poetisa que se incluye en la famosa antología Trescientos poemas de la dinastía Tang.

## Biografía
Nació en Jinling (actual Nankín), se convirtió en concubina del gobernador militar Li Qi a los quince años. Después de que Li fue ejecutado por rebelarse contra el emperador Xianzong, Du sirvió en el palacio del emperador. Era la favorita de Xianzong, y el emperador Muzong la nombró institutriz de su sexto hijo Li Cou. Después de que Li fuera acusado falsamente por Zheng Zhu y degradado, Du regresó a Jinling.

## Canción del vestido dorado
Su único poema sobreviviente es la Canción del vestido dorado (chino simplificado: 金缕衣; chino tradicional: 金縷衣; pinyin: Jīnlǚyī ), que se dice que fue dirigida a Li (traducción de Víctor Mair):

Te exhorto, milord, a que no atestigües tu túnica de hilo de oro,
Más bien, milord, te insto a que aprecies el tiempo de tu juventud; 
Cuando la flor está abierta y se puede arrancar, simplemente debes arrancarla, 
No esperes a que no haya flores, en vano para romper las ramas.

La "túnica de hilo dorado" es una sinécdoque de la carrera oficial de Li Qi.
La canción del vestido dorado, aconseja al oyente que disfrute de los placeres fugaces de la juventud, se ha comparado con To the Virgins, to Make Much of Time de Robert Herrick.

## Legado
Cuando vivía, pobre y vieja, en su ciudad natal, el poeta Du Mu la conoció y escribió un poema sobre ella (杜秋娘诗). Este poema está precedido por una breve biografía de Du, que es la fuente de la información que se puede tener sobre su vida.
Hay un personaje en la obra de teatro de Tang Xianzu La flauta púrpura del mismo nombre, que se ha tomado como una referencia a Du.